# Клинок (кладбище)
Клинок — кладбище в Смоленске. Расположено рядом с костёлом, через дорогу от Польского кладбища.

## Описание
Кладбище «Клинок» располагается в городе Смоленске на территории, ограниченной улицами Урицкого, Памфилова и Тенишевой. Первые захоронения на нём датируются 1943 годом — это захоронения погибших в боях за освобождение Смоленской области во время Великой Отечественной войны. В послевоенные годы кладбище являлось местом захоронения военных, партийных, хозяйственных, культурных деятелей. Последнее захоронение, не считая подзахоронений, датируется 1980 годом (могила первого секретаря Сафоновского горкома КПСС, депутата Верховного Совета СССР Григорий Ионовича Козлова). В настоящее время для новых захоронений кладбище закрыто, разрешены лишь подзахоронения. Всего на кладбище насчитывается около 100 изначальных захоронений.

## Известные похороненные

### Герои Советского Союза
1. Барченков, Даниил Гаврилович
2. Воробьёв, Иван Иванович
3. Иванов, Михаил Романович
4. Королёв, Виталий Иванович
5. Кравцов, Илья Павлович

### Герои Социалистического Труда
1. Егоров, Сергей Михайлович

### Представители высшего командного состава
1. Борисов, Фёдор Степанович
2. Зайцев, Михаил Иванович — командир 173-й стрелковой дивизии[2]
3. Кузнецов, Александр Николаевич
4. Матвеев, Александр Андреевич
5. Акопян, Артём Петросович

### Партизаны
1. Казаков, Александр Васильевич
2. Казубский, Василий Васильевич

### Учёные
1. Дамский, Альберт Яковлевич
2. Маковский, Даниил Павлович
3. Пунин, Константин Васильевич